# Sojuz 11

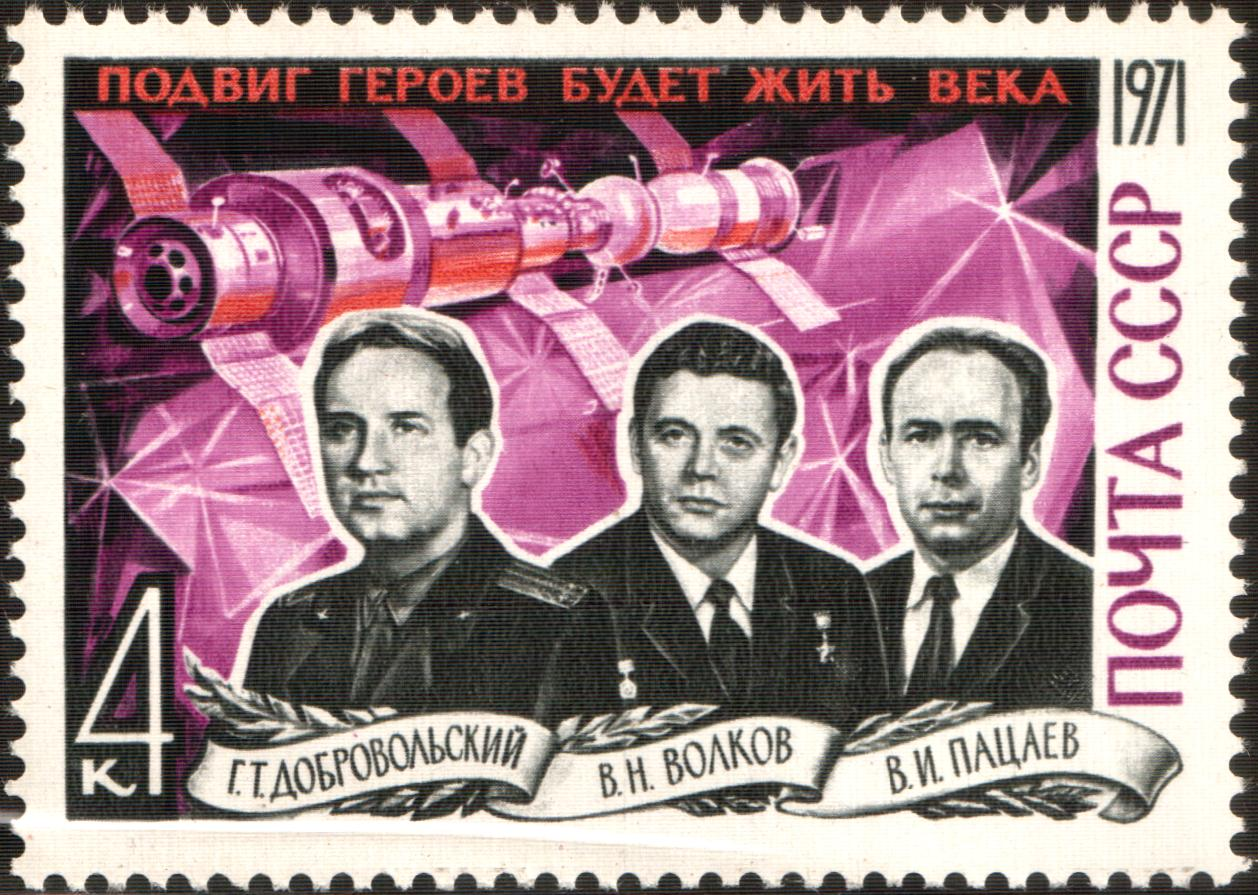
Poštovní známka

Sojuz 11 byl jedenáctý let v programu Sojuz a desátý pilotovaný. Zároveň 40. letem kosmické lodě z naší planety. Cílem bylo setkání s první sovětskou orbitální stanicí Saljut 1, na které kosmonauti vykonávali různá pozorování, měření a experimenty. Mise však skončila tragicky. V důsledku poklesu tlaku v kabině při návratu na Zemi se posádka udusila. Šlo o druhou tragédii v rámci pilotovaných letů Sojuz (první byl Sojuz 1). Havárie a následná smrt kosmonautů se odehrála nad Kármánovou linií, jde tak o jediné lidi, kteří zemřeli ve vesmíru.

## Posádka
- Georgij Dobrovolskij, velitel lodě, první let
- Viktor Pacajev, inženýr výzkumník, první let
- Vladislav Volkov, palubní inženýr, druhý let

Letu Sojuz 11 se zúčastnila záložní posádka. Tu původní tvořili Alexej Leonov, Valerij Kubasov a Pjotr Kolodin, ale neletěla z důvodu zdravotních problémů u Kubasova.

## Průběh letu

### Start a spojení se stanicí
Kosmická loď Sojuz 11 odstartovala 6. června 1971 v 5:55 SEČ z kosmodromu Bajkonur. Start proběhl dobře, bez problému byla i první korekce dráhy v 11:50 SEČ a spojení se Saljutem následujícího dne. Přibližovací manévr řídil ručně Dobrovolskij. Po prověření systémů obou těles a vyrovnání vnitřního tlaku 7. června v 8:45 SEČ kosmonauti přešli do stanice. Byli první posádkou, která vstoupila na palubu Saljutu 1 – předcházející mise Sojuz 10 totiž nedosáhla pevného spojení se stanicí a tak musela misi předčasně ukončit. Vnitřní prostor Saljutu představoval asi 100 m3 (podle jiných zdrojů jen 40 m3), což je asi desetinásobně víc v porovnání se Sojuzem.

### Experimenty
První dny letu byly věnovány prověřování a oživování palubních systémů. Prvním úkolem posádky bylo napojení solárních panelů ze Sojuzu 11 na elektrorozvodnou síť Saljutu 1, čímž se dosáhlo zvýšení příkonu elektrické energie o 50 %. Potom začala probíhat biologická a lékařská měření, byl vyzkoušen gama teleskop ANNA, astronomický dalekohled ORION, aparatura pro měření ionosféry ERA, nové navigační přístroje a hodně času bylo věnováno pozorování a snímkování zemského povrchu.

### Problémy na palubě
Let Sojuzu 11 měl však hodně komplikací. Tou nejvážnější byl požár, který vypukl na palubě stanice po elektrickém zkratu 27. června. Kosmonauti ho sice uhasili, ale požadovali okamžitý nouzový návrat. Řídící středisko jim nevyhovělo, nakonec však došlo k závěru, že další pobyt na stanici může být riskantní. 29. června posádka naložila získané materiály a palubní deníky do Sojuzu 11. Uzavřel se hermetický poklop a po 23 dnech pobytu v 19.28 SEČ se vesmírná loď odpojila od první vesmírné stanice. Podle neoficiálních zdrojů posádka zpozorovala problémy s hermetickým uzavřením mezi pilotní kabinou a obytným úsekem.

### Přistání
Po oddělení ještě asi hodinu letěla obě tělesa ve formaci. Na třetím samostatném oběhu zahájila posádka přistávací manévr. Posádka si s řídícím střediskem upřesňovala podrobnosti přistání. Podle moskevského času už bylo 30. června, když přistávací manévr započal. Motorová a orbitální sekce byla odhozena od návratového modulu. Potvrzení zážehu brzdícího motoru bylo poslední hlášení, které dostalo řídící středisko od Sojuzu 11. Středisko se bezvýsledně pokoušelo navázat kontakt s posádkou, ale zachycen byl jedině signál radiomajáku. Samotná loď však sestupovala bez problémů, proletěla atmosférou a na padácích dosedla do přesně stanovené oblasti ve stepi na území Kazachstánu. V blízkosti místa přistání už v té chvíli dosedal vrtulník Mi-8 záchranné skupiny. Ani po přistání loď nereagovala a tak se ji technici rozhodli sami otevřít. Po otevření kabiny však záchranáři našli posádku bez známek života. Ještě se pokoušeli dávat kosmonautům umělé dýchání a masáž srdce, ale vzhledem ke způsobu smrti byla možnost záchrany posádky vyloučena.

## Vyšetřování
12. července 1971 vydala vyšetřovací komise této tragédie oficiální zprávu. Podle ní byl příčinou smrti posádky prudký pokles tlaku vzduchu. Ten zaznamenaly přístroje zhruba 30 minut před vstupem do atmosféry. Vakuum v kabině trvalo asi 11 minut, než se loď začala plnit vnější atmosférou. Vzduch z kabiny unikal velmi rychle. Už přibližně po 15 sekundách od začátku úniku atmosféry kosmonauti upadli do bezvědomí.
Příčinou úniku vzduchu bylo předčasné uvolnění vyrovnávacího ventilu, k němuž došlo kvůli chybnému odpálení motorového a orbitálního bloku. Náraz a otřes po explozi způsobil otevření jednoho ze dvou vyrovnávacích ventilů, z nichž první se otevírá až ve výšce 5310 metrů a druhý ve výši 4340m. Kosmonauti v kabině neměli ani lehké skafandry, které by je ochránily před poklesem tlaku. Tři kosmonauti by se totiž ve skafandrech do kabiny nevešli, kabina Sojuzu byla původně schopna pojmout jen dva kosmonauty ve skafandrech. Dnes jsou vnitřní prostory lodě Sojuz značně odlišně uspořádány a tak se tam vejdou všichni tři kosmonauti i se skafandry. Technickými úpravami prošly i vyrovnávací ventily.